# Elena Libera
Elena Libera (ur. 28 września 1917 w Mediolanie, zm. 8 marca 2012 tamże) – włoska florecistka, brązowa medalistka mistrzostw świata.
Podczas mistrzostw świata w Lizbonie w 1947 roku Włoszki w składzie: Cleo Balbo, Velleda Cesari, Elena Libera, Alberta Lorenzoni i Silvia Strukel zdobyły brąz w zawodach drużynowych. Był to jej jedyny medal wywalczony w zawodach tego cyklu.
Wystartowała również na igrzyskach olimpijskich w Londynie w 1948 roku, gdzie indywidualnie odpadła w ćwierćfinałach. Był to jej jedyny start olimpijski.